# (37790) 1997 UX26
1997 UX26 (asteroide 37790) é um asteroide troiano de Júpiter. Possui uma excentricidade de 0.08629070 e uma inclinação de 9.53096º.
Este asteroide foi descoberto no dia 27 de outubro de 1997 por Uppsala-DLR Trojan Survey em La Silla.